# Campeonato Mundial de Atletismo em Pista Coberta de 2012 - Salto em altura masculino
A prova do salto em altura masculino do Campeonato Mundial de Atletismo em Pista Coberta de 2012 foi disputada entre 10 e 11 de março na Ataköy Athletics Arena em Istambul, Turquia.

## Recordes
Antes desta competição, os recordes mundiais e do campeonato nesta prova eram os seguintes:
|    | Nome             | Nacionalidade | Altura  | Local     | Data               |
| -- | ---------------- | ------------- | ------- | --------- | ------------------ |
| WR | Javier Sotomayor | Cuba          | 2m 43cm | Budapeste | 4 de março de 1989 |
| CR | Javier Sotomayor | Cuba          | 2m 43cm | Budapeste | 4 de março de 1989 |

## Medalhistas
| Ouro                          | Prata               | Bronze           |
| Dimitrios Chondrokoukis (GRE) | Andrey Silnov (RUS) | Ivan Ukhov (RUS) |

## Cronograma
| Data        | Hora  | Evento  |
| ----------- | ----- | ------- |
| 10 de março | 11:25 | Bateria |
| 11 de março | 15:30 | Final   |

## Resultados

### Bateria
Qualificação: 2,32 m (Q) ou os 8  melhores qualificados (q).
| Colocação. | Atleta                 | Nacionalidade  | 2.18 | 2.23 | 2.26 | 2.29 | Resultado | Notas |
| ---------- | ---------------------- | -------------- | ---- | ---- | ---- | ---- | --------- | ----- |
| 1          | Raúl Spank             | Alemanha       | o    | o    | o    | o    | 2.29      | q     |
| 1          | Dimítrios Hondrokoúkis | Grécia         | o    | o    | o    | o    | 2.29      | q, SB |
| 1          | Mutaz Essa Barshim     | Catar          | o    | o    | o    | o    | 2.29      | q     |
| 4          | Zhang Guowei           | China          | o    | o    | xo   | o    | 2.29      | q, SB |
| 5          | Trevor Barry           | Bahamas        | o    | o    | xxo  | o    | 2.29      | q     |
| 6          | Robbie Grabarz         | Reino Unido    | o    | o    | o    | xo   | 2.29      | q     |
| 6          | Jesse Williams         | Estados Unidos | o    | o    | o    | xo   | 2.29      | q     |
| 8          | Iwan Uchow             | Rússia         | o    | o    | xo   | xo   | 2.29      | q     |
| 9          | Andriej Silnow         | Rússia         | o    | o    | xxo  | xo   | 2.29      | q     |
| 10         | Konstadínos Baniótis   | Grécia         | o    | xo   | o    | xxo  | 2.29      | q     |
| 11         | Wiktor Ninow           | Bulgária       | o    | o    | o    | xxx  | 2.26      |       |
| 12         | Majed Aldin Ghazal     | Síria          | xxo  | xo   | xo   | xxx  | 2.26      | NR    |
| 13         | Jaroslav Bába          | Chéquia        | o    | o    | xxx  |      | 2.22      |       |
| 13         | Samson Oni             | Reino Unido    | o    | o    | xxx  |      | 2.22      |       |
| 15         | Donald Thomas          | Bahamas        | o    | xo   | xxx  |      | 2.22      |       |
| 15         | Silvano Chesani        | Itália         | o    | xo   | xxx  |      | 2.22      |       |
| 15         | Mihai Donisan          | Roménia        | o    | xo   | xxx  |      | 2.22      |       |
| 15         | Andrij Procenko        | Ucrânia        | o    | xo   | xxx  |      | 2.22      |       |
| 19         | Diego Ferrín           | Equador        | o    | xxo  | xxx  |      | 2.22      | SB    |

### Final
A final ocorreu dia 11 de março.
| Colocação.        | Atleta                 | Nacionalidade  | 2.20 | 2.24 | 2.28 | 2.31 | 2.33 | 2.35 | Resultado | Notas |
| ----------------- | ---------------------- | -------------- | ---- | ---- | ---- | ---- | ---- | ---- | --------- | ----- |
| Medalha de ouro   | Dimítrios Hondrokoúkis | Grécia         | o    | o    | xo   | xo   | o    | xx   | 2.33      | P     |
| Medalha de prata  | Andriej Silnow         | Rússia         | o    | o    | o    | xo   | xo   | xxx  | 2.33      |       |
| Medalha de bronze | Iwan Uchow             | Rússia         | o    | xo   | o    | o    | xxx  |      | 2.31      |       |
| 4                 | Zhang Guowei           | China          | o    | o    | xo   | xo   | xxx  |      | 2.31      | NR    |
| 5                 | Konstadínos Baniótis   | Grécia         | o    | o    | xo   | xo   | xx-  | x    | 2.31      | SB    |
| 6                 | Robbie Grabarz         | Reino Unido    | o    | o    | o    | xxo  | xxx  |      | 2.31      |       |
| 6                 | Jesse Williams         | Estados Unidos | o    | o    | o    | xxo  | xxx  |      | 2.31      |       |
| 8                 | Trevor Barry           | Bahamas        | o    | o    | xo   | xxo  | xxx  |      | 2.31      | SB    |
| 9                 | Mutaz Essa Barshim     | Catar          | o    | o    | o    | xxx  |      |      | 2.28      |       |
| 9                 | Raúl Spank             | Alemanha       | o    | o    | o    | xxx  |      |      | 2.28      |       |

Legenda
| Recorde mundial       | Recorde mundial (World record)               |                       | Recorde africano                      | Recorde africano (African) |                                           | Q | Classificado por posição (Qualified) |
| Recorde do campeonato | Recorde do campeonato (Championship record)  | Recorde da América    | Recorde da América (Americas)         | q                          | Classificado por melhor tempo (Qualified) |   |                                      |
| Melhor marca do ano   | Melhor marca do ano (World leading)          | Recorde asiático      | Recorde asiático (Asian)              | DNS                        | Não largou (Did not start)                |   |                                      |
| Recorde nacional      | Recorde nacional (National record)           | Recorde europeu       | Recorde europeu (European)            | DNF                        | Não terminou (Did not finish)             |   |                                      |
| Recorde pessoal       | Recorde pessoal do atleta (Personal best)    | Recorde da Oceania    | Recorde da Oceania (Oceania)          | DSQ / DQ                   | Desclassificado (Disqualified)            |   |                                      |
| Recorde da temporada  | Recorde da temporada do atleta (Season best) | Recorde sul-americano | Recorde sul-americano (South America) | NM                         | Sem marca (No mark)                       |   |                                      |